# Tuscania Calcio
L'A.S.D. Tuscania Calcio è la principale società calcistica di Tuscania, in provincia di Viterbo.
Fondata nel 1923, vanta una partecipazione al campionato nazionale di Serie C nella stagione 1947-48 e tre partecipazioni al campionato nazionale di Serie D nelle stagioni 1976-1977, 1977-1978 e 1978-1979.

## Storia
Nel 1927 fu inaugurato il campo sportivo, nel 1929 intitolato a "Adolfo Fabbri", in memoria del soldato Adolfo Fabbri, morto durante la prima guerra mondiale, la prima partita fu un'amichevole tra Tuscania e Viterbo.
Partecipa e vince il campionato di Prima Categoria 1930-1931.
L'anno successivo partecipa al campionato di Terza Divisione 1931-1932, ma si ritira a stagione in corso.
Nel 1935 partecipa al campionato della Sezione Propaganda Alto Lazio con il nome di "Fascio Giovanile Tuscania" e vincendo la graduatoria come squadra più corretta.
Nel 1939 partecipa al Campionato di Seconda Divisione regionale, l'anno dopo nel 1940 vince lo stesso campionato con sei vittorie e una sconfitta e proprio in questa stagione viene tesserato Austero Santi, calciatore che ha fatto la storia di questa società.
L'anno successivo partecipa al campionato di Prima Divisione Lazio 1940-1941, ma si ritira a stagione in corso.
Nella stagione 1945-1946 il Tuscania arriva terzo nel campionato di Prima Divisione laziale.
La stagione 1946-1947 vede il Tuscania allenato da Walter Crociani vincere il girone di Prima Divisione, si impone nelle finali regionali e conquista la promozione in Serie C.

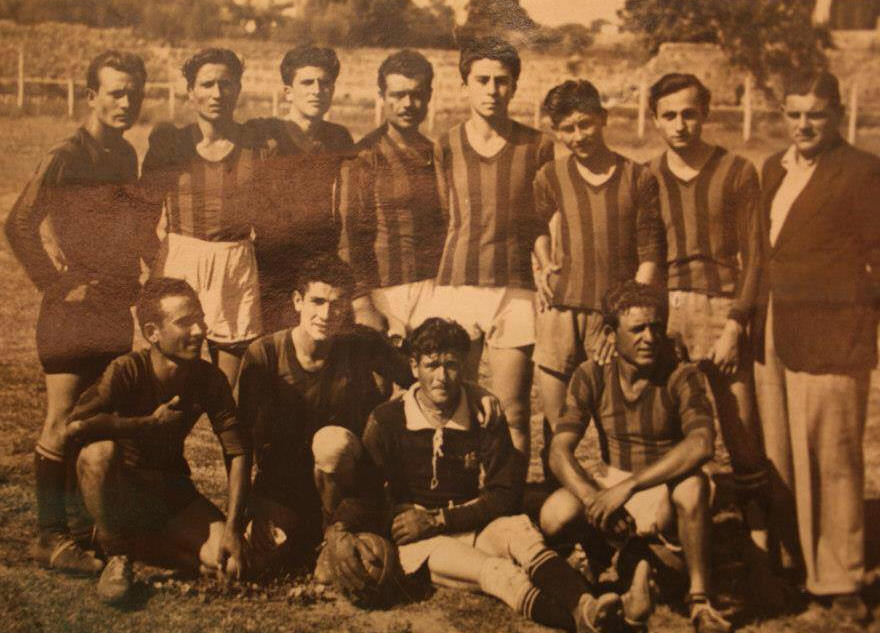
Tuscania nella stagione 1950-1951.

Raggiunge il livello più alto prendendo parte al campionato di Serie C 1947-1948, anno in cui debutta proprio con la maglia bianconera Renato Fioravanti, a fine stagione la squadra tuscanese si classifica ottava.
La riforma dei campionati porta al ridimensionamento della Serie C e per questo motivo il Tuscania deve retrocedere nel nuovo campionato nazionale di Promozione 1948-1949. Retrocede successivamente nel campionato di Prima Divisione Lazio 1949-1950 dove conserva il posto per dieci stagioni consecutive: 1950-1951, 1951-1952, 1952-1953, 1953-1954, 1954-1955, 1955-1956, 1956-1957, 1957-1958 (durante questa stagione la squadra era allenata da Maide Capacci), 1958-1959.
Nella stagione 1959-1960, dopo dieci stagioni in Prima Divisione, il Tuscania è inserita nella Seconda Categoria laziale (la Prima Divisione subisce un cambio di denominazione e allargamento quadri aumentando i gironi).
Il 3 luglio 1960 nel corso di una partita muore a causa di un incidente di gioco Ascanio Maccarri, il portiere della formazione tuscanese che si è gettato in tuffo sui piedi di un attaccante avversario ricevendo una ginocchiata alla gola, purtroppo fatale.
Nelle stagioni 1960-1961 e 1961-1962 il Tuscania partecipa al campionato di Seconda Categoria e in questa ultima stagione vince il torneo battendo il Nepi per 1-0 nello spareggio per la promozione giocato a Viterbo, ma non salirà in Prima Categoria perché il titolo sportivo viene ceduto alla Viterbese (retrocessa dalla Promozione) dando luogo alla TuscanViterbese.

Nei cinque anni successivi dal 1963 al 1967 la squadra rimane nel campionato di Seconda Categoria, fino alla stagione 1967-1968 dove viene retrocessa in Terza Categoria; lo stesso anno Enrico Rocchi (massimo dirigente della Viterbese) prende le redini della società.

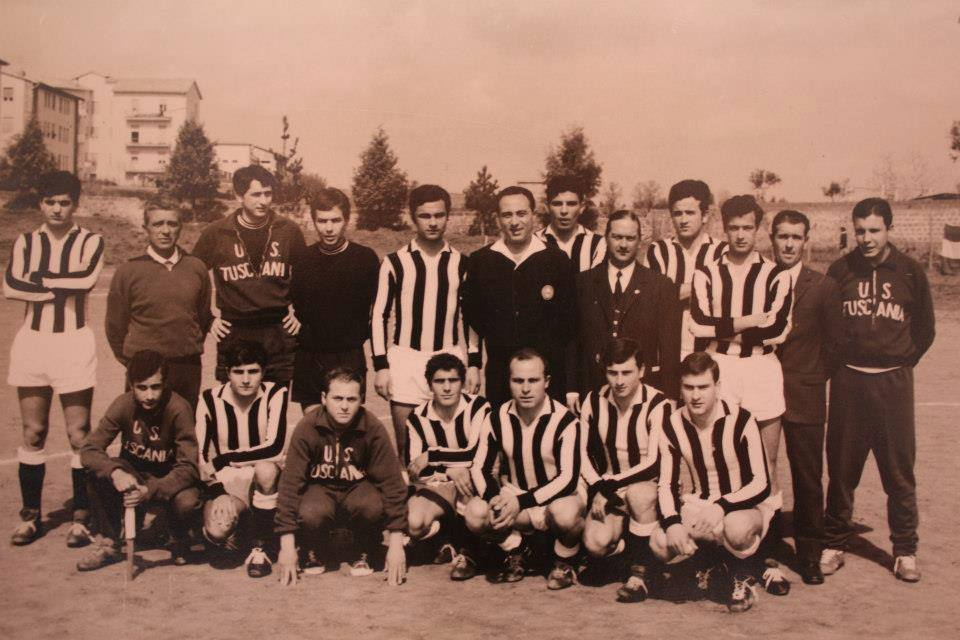
21 Marzo 1968 amichevole con la Viterbese arbitrata dall'arbitro internazionale Antonio Sbardella (al centro).

Il 21 marzo 1968 in occasione di una partita contro la Viterbese diretta dall'arbitro internazionale Antonio Sbardella, il campo sportivo viene intitolato Ascanio Maccarri (morto otto anni prima durante una partita).
Nella stagione 1968-1969 c'è la fusione con la Murialdina di Viterbo e la squadra prende il nome di MurialTuscania; partecipa al campionato di Prima Categoria classificandosi al secondo posto.
Nelle stagioni 1969-1970 e 1970-1971 partecipa al campionato di Prima Categoria, proprio in questa ultima stagione il Tuscania fu costretto al ritiro a causa del terremoto che ha colpito il paese. I due anni successivi 1971-1972 (durante questa stagione la squadra era allenata da Renato Fioravanti) e 1972-1973 svolse regolarmente il campionato di Prima Categoria.
Nella stagione 1973-1974 arriva in panchina Luciano Comaschi e Oberdan Spurio diventa il presidente della società e la squadra viene promossa in Promozione Lazio 1974-1975 arrivando al nono posto. L'anno successivo il Tuscania allenato da Dionisio Arce vince il campionato di Promozione Lazio 1975-1976 e viene promosso al campionato di Serie D 1976-1977. L'8 dicembre 1977 per l'inaugurazione del nuovo Stadio Comunale "dell'Olivo", viene giocata una partita amichevole tra il Tuscania e la A.S. Roma, finita 7 a 0 per i giallorossi.
Nel campionato di Serie D 1977-1978 il Tuscania allenato da Renzo Aldi chiude al nono posto in classifica e proprio nel 1978 la squadra bianconera fa da sparring-partner alla Società Sportiva Lazio. Il calcio tuscanese in questo periodo era molto noto anche per i numerosi tornei estivi, uno in particolare la "Coppa dei Campioni" provinciale in cui quell'anno parteciparono anche il fratelli Mauro Amenta e Maurizio Amenta di Orbetello.
Il campionato di Serie D 1978-1979 (durante questa stagione la squadra era allenata da Nicola Lo Buono) fu l'ultimo in questa categoria per il Tuscania che al termine di quella stagione fu retrocesso al campionato di Promozione Lazio 1979-1980, poi consecutivamente ancora retrocesso l'anno successivo in Prima Categoria 1980-1981.
Nella stagione 1981-1982 la squadra si posiziona terza in classifica, in cui si mette in mostra il diciottene Agostino Filippi. L'anno successivo nella stagione 1982-1983 vince il campionato di Prima Categoria e viene promossa al campionato di Promozione Lazio 1983-1984 vincendo anche questo campionato.
Per quattro anni la squadra partecipa al campionato Interregionale 1984-1985, 1985-1986, 1986-1987 (durante questa stagione la squadra era allenata da Sergio Guenza), fino alla stagione 1987-1988 anno in cui viene retrocessa in Promozione Lazio 1988-1989 (durante questa stagione la squadra era allenata nuovamente da Sergio Guenza).
Partecipa al campionato di Promozione Lazio 1989-1990 e 1990-1991 (durante questa stagione la squadra era allenata da Glauco Cozzi fino alla 13ª giornata). Nella stagione 1991-1992 vince il campionato e viene promossa in Eccellenza Lazio 1992-1993, e disputa questa categoria anche nel 1993-1994 fino alla stagione 1994-1995, anno in cui viene retrocessa nel campionato di Promozione Lazio 1995-1996, per retrocedere successivamente nel campionato regionale di Prima Categoria.
Tornato in Prima Categoria Lazio dopo quindici anni, il Tuscania rimane in questa categoria per quattro stagioni fino al 1999-2000 anno in cui vince il campionato e viene promosso in Promozione Lazio 2000-2001 dove purtroppo rimane solo per due stagioni fino al 2001-2002 per poi essere nuovamente retrocesso in Prima Categoria.
Negli anni successivi tra il 2002 e il 2019 si alterna tra la Prima Categoria Lazio e la Seconda Categoria Lazio.

Il 15 giugno 2013 lo Stadio Comunale "dell'Olivo" viene intitolato a Renato Fioravanti.

## Allenatori
- 1923-1929 - ...
- 1930-1931 -  Giovanni Quarantotti
- 1932-1934 - ...
- 1935-1936 -  Della Torre
- -1936-1938 ...
- 1939-1940 -  Manlio Gambi
- 1940-1941 -  Pacini
- 1941-1945 - ...
- 1945-1946 -  Manlio Gambi
- 1946-1947 -  Walter Crociani
- 1947-1948 -  Giovanni Melchiorri
- 1948-1949 -  Giovanni Melchiorri
- 1949-1950 - ...
- 1950-1951 -  Italo Mattei
- 1951-1952 -  Italo Mattei
- 1952-1953 -  Italo Mattei
- 1953-1954 -  Italo Mattei
- 1954-1955 -  Italo Mattei
- 1955-1956 -  Lorenzo Pacini
- 1956-1957 - ...
- 1957-1958 -  Maide Capacci
- 1958-1959 -  Dante Moretti
- 1959-1960 -  Lorenzo Pacini
- 1960-1961 -  Falleroni
 Mattei
- 1961-1962 -  Cesare Rocchi
- 1962-1963 -  Renato Fioravanti
- 1963-1964 -  Dante Moretti
- 1964-1965 -  Nazzareno Caporossi
- 1965-1966 -  Alfredo Antonelli
 Cesare Rocchi
 Dante Moretti
- 1966-1967 -  Mauro Aquilani
 Osvaldo Mainella
- 1967-1968 - ...
- 1968-1969 -  Nazzareno Caporossi
 Mario Giansanti
- 1969-1970 -  Gianfranchi
 Cervini
- 1970-1971 -  Cervini
 Natali
- 1971-1972 -  Renato Fioravanti
- 1972-1973 -  Nazzareno Caporossi
- 1973-1974 -  Nazzareno Caporossi
 Luciano Comaschi
- 1974-1975 -  Luciano Comaschi
- 1975-1976 -  Dionisio Arce
- 1976-1977 -  Marcello Alberici
- 1977-1978 -  Renzo Aldi
 Dionisio Arce
- 1978-1979 -  Nicola Lo Buono
- 1979-1980 -  Piero Valanzuolo
 Angelo D'Ezio
- 1980-1981 -  Giulio Coletta
 Plinio Serfustini
- 1981-1982 -  Pelosi
 Antonino Scarfò
- 1982-1983 -  Pacifico Serafini
- 1983-1984 -  Vincenzo Borelli
 Antonio Mattioli
- 1984-1985 -  Antonio Mattioli
 Dionisio Arce
 Giuseppe Petrelli
- 1985-1986 -  Giuseppe Petrelli
- 1986-1987 -  Sergio Guenza
- 1987-1988 -  Renzo Sassi
 Vincenzo Ragnoni
 Patrizio Mastrantonio
 Vincenzo Ragnoni
- 1988-1989 -  Sergio Guenza
- 1989-1990 -  Massimo Quintarelli
 Tonino Mecorio
- 1990-1991 -  Glauco Cozzi
 Vincenzo Borelli
- 1991-1992 -  Ermanno Fasciani
- 1992-1993 -  Vincenzo Borelli
- 1993-1994 -  Vincenzo Borelli
 Maurizio Manfra
 Lino Vergili
- 1994-1995 -  Angelo Mosca
 Marco Fabiani
 Giovanni Tessari
- 1995-1996 -  Renzo Bonelli
 Luciano Siddi
- 1996-1997 -  Alessandro Pasquali
- 1997-1998 -  Michele Filippini
 Tommaso Volpi
- 1998-1999 -  Marco Galli
- 1999-2000 -  Marco Galli
- 2000-2001 -  Marco Galli
- 2001-2002 -  Antonio Capotosto
 Luigi Tizi
 Carlo Fantera
- 2002-2003 -  Marco Galli
- 2003-2004 -  Plinio Serfustini
- 2004-2005 -  Maurizio Mozzicarelli
 Luigi Tizi
 Claudio Danieli
 Luigi Tizi
- 2005-2006 -  Luigi Tizi
- 2006-2007 -  Renzo Bonelli
- 2007-2008 -  Luca Giovagnoli
- 2008-2009 -  Luca Giovagnoli
- 2009-2010 -  Luca Giovagnoli
- 2010-2011 -  Marco Spano
 Andrea Capotosto
- 2011-2012 -  Maurizio Forti
- 2012-2013 -  Daniele Mattei
- 2013-2014 -  Domenico Gavazzi

## Palmarès

### Competizioni regionali
- Promozione: 3

1975-1976 (girone A), 1983-1984 (girone A), 1991-1992 (girone A)
- Prima Categoria: 3

1973-1974, 1982-1983, 1999-2000, 2019-2020
- Seconda Categoria: 2

1961-1962, 2013-2014
- Prima Divisione: 1

1946-1947 (girone A)
- Seconda Divisione: 1

1939-1940

### Altri piazzamenti
- Prima Categoria:

Secondo posto: 1968-1969
Terzo posto: 1972-1973, 1981-1982, 1998-1999, 2002-2003, 2018-2019
- Seconda Categoria:

Secondo posto: 1962-1963
Terzo posto: 2008-2009

## Statistiche e record

### Partecipazione ai campionati
| Categoria         | Partecipazioni | Debutto   | Ultima stagione |
| ----------------- | -------------- | --------- | --------------- |
| Seconda Divisione | 2              | 1938-1939 | 1939-1940       |
| Prima Divisione   | 13             | 1940-1941 | 1958-1959       |
| Serie C           | 1              | 1947-1948 | 1947-1948       |
| Promozione        | 12             | 1948-1949 | 2001-2002       |
| Interregionale    | 4              | 1984-1985 | 1987-1988       |
| Serie D           | 3              | 1976-1977 | 1978-1979       |
| Eccellenza        | 3              | 1992-1993 | 1994-1995       |
| Prima Categoria   | 25             | 1968-1969 | 2019-2020       |
| Seconda Categoria | 14             | 1959-1960 | 2013-2014       |
| Terza Categoria   | 1              | 1967-1968 | 1967-1968       |